# Rittergut Eckerde I

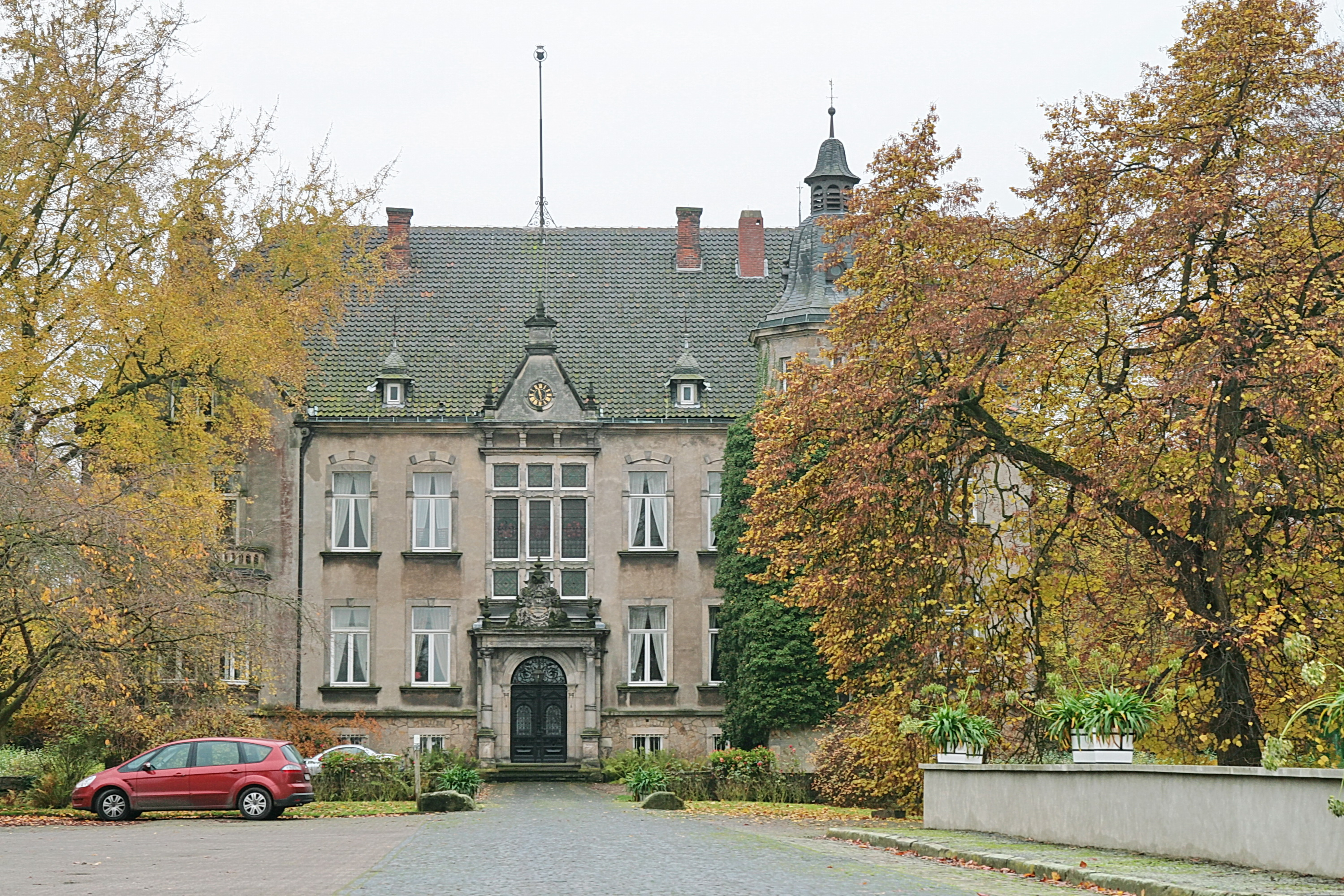
Herrenhaus

Das Rittergut Eckerde I, auch Rittergut von Heimburg, ist ein denkmalgeschütztes Anwesen im Stadtteil Eckerde der Stadt Barsinghausen in der Region Hannover in Niedersachsen.

## Geschichte

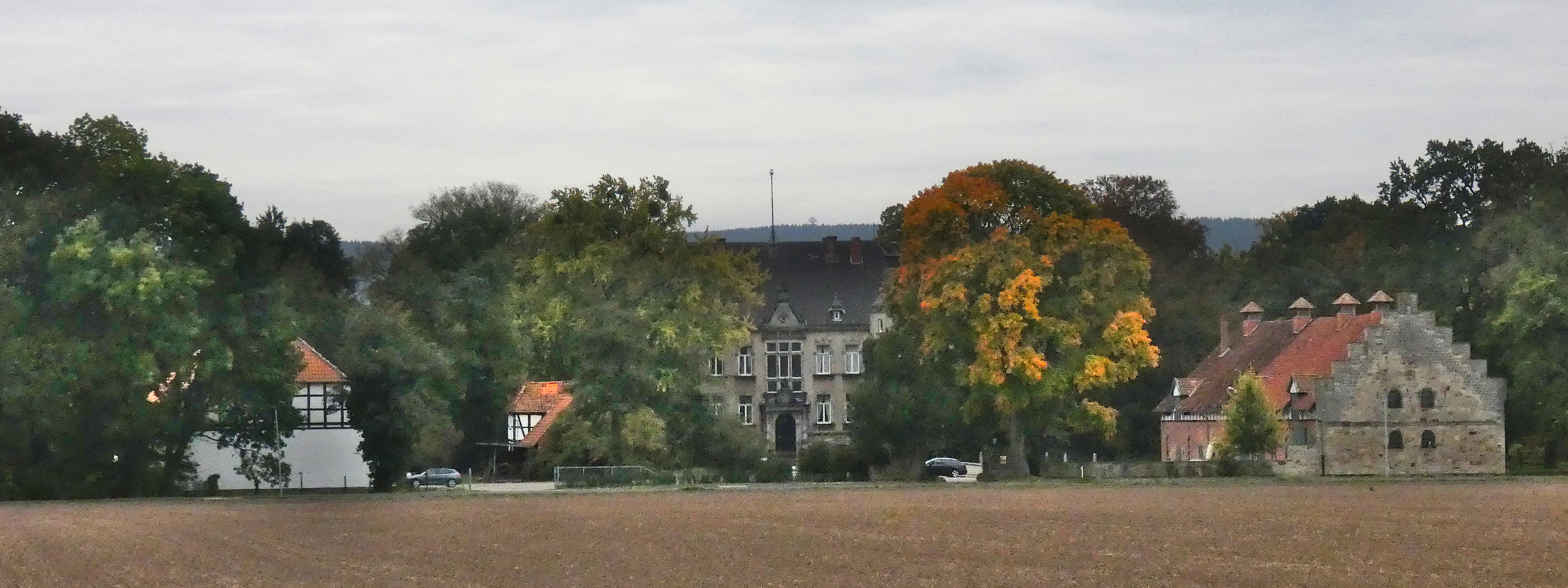
Panorama der Nordseite des Ritterguts Eckerde I

In Eckerde gibt es zwei Gutsanlagen. Im Westen des alten Dorfkerns liegt das Rittergut Eckerde I und in Osten das Rittergut Eckerde II, oder auch Rittergut von Holle.
Vermutlich übernahm die Familie von Heimburg gegen Ende des 15. Jahrhunderts das Gut von der Familie von Goltern. Die älteste bekannte urkundliche Erwähnung stammt aus dem Jahr 1516.
Auf Aquarellen aus dem 19. Jahrhundert ist das Gutshaus als ein Fachwerkhaus mit einem Untergeschoss aus Bruchstein abgebildet. Anfang Januar 1889 brannte das Gebäude ab und wurde 1890 durch einen Neubau ersetzt.

## Beschreibung
Der Denkmalatlas Niedersachsen nennt mehrere einzeln denkmalgeschützte Teile der Baudenkmalgruppe „Gutsanlage Alte Dorfstraße 2“:

### Herrenhaus

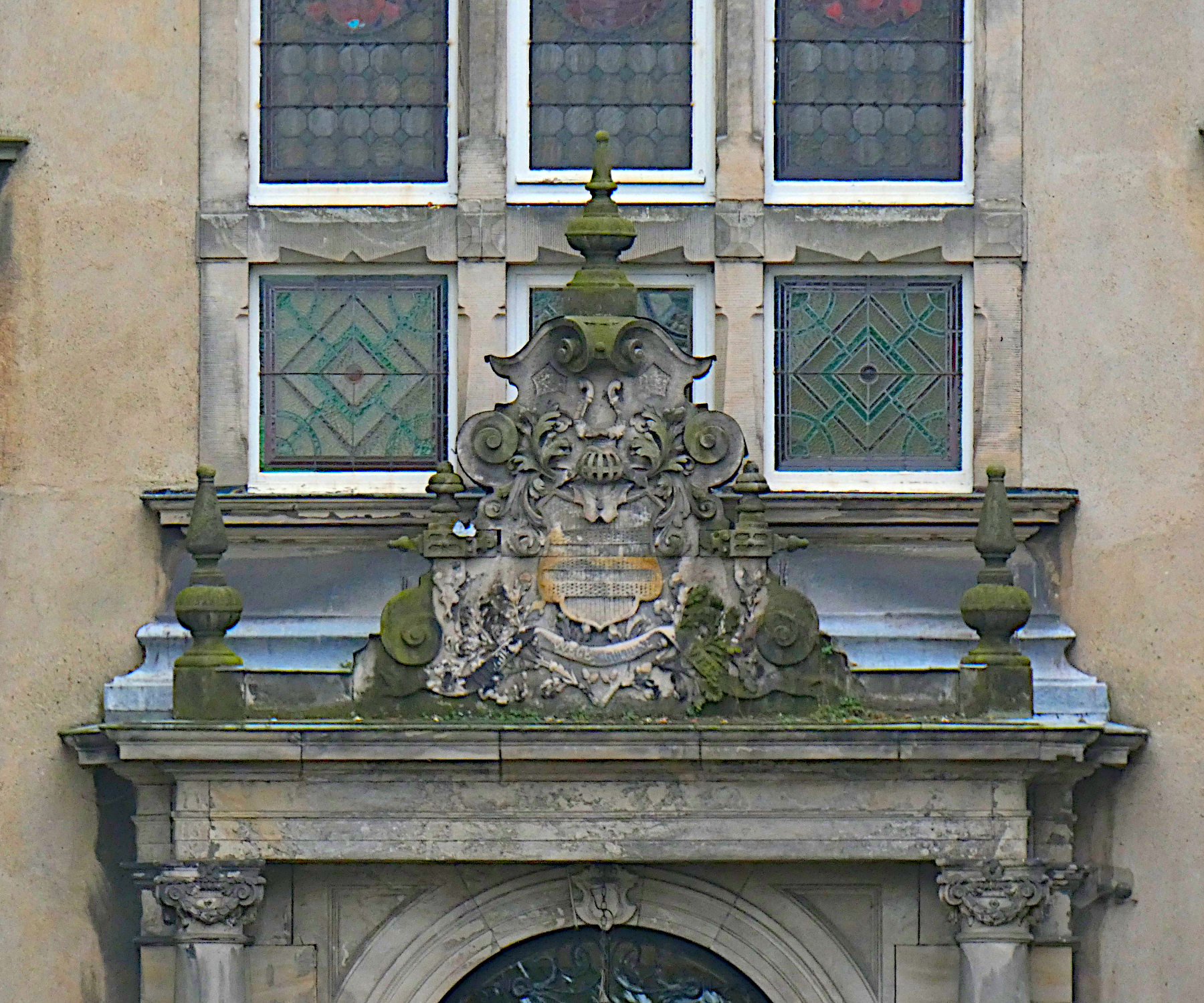
Wappenportal am Herrenhaus

Das Herrenhaus wurde im Jahr 1890 nach Plänen des hannoverschen Architekten Ludolff umgebaut beziehungsweise nach dem Brand des Vorgängergebäudes neu errichtet.
Es ist ein zweigeschossiges verputztes Gebäude aus massivem Mauerwerk.
Der aus dem 16. Jahrhundert erhaltene Treppenturm mit massiver Wendeltreppe wurde vom Vorgängergebäude übernommen. Über dem Renaissanceportal des Turms sind zwei Wappen bekrönt von der Jahreszahl 1580 angebracht, links vom Betrachter das derer von Heimburg.
Im oberen Bereich des Turms baute die Firma F. A. Beyes 1890 eine Turmuhr mit mechanischem Uhrwerk und Glockenschlag ein, die 2019 restauriert wurde. Die Zeiger des Zifferblatts über dem Haupteingang werden mittels einer über 20 m langen Welle angetrieben.

### Wasserläufe
Das südlich des Wirtschaftshofs gelegene Herrenhaus des Gutes ist von einem breiten Wassergraben umgeben. Dieser ist wie die anderen Gewässer im Gutspark denkmalgeschützt.

### Gutspark

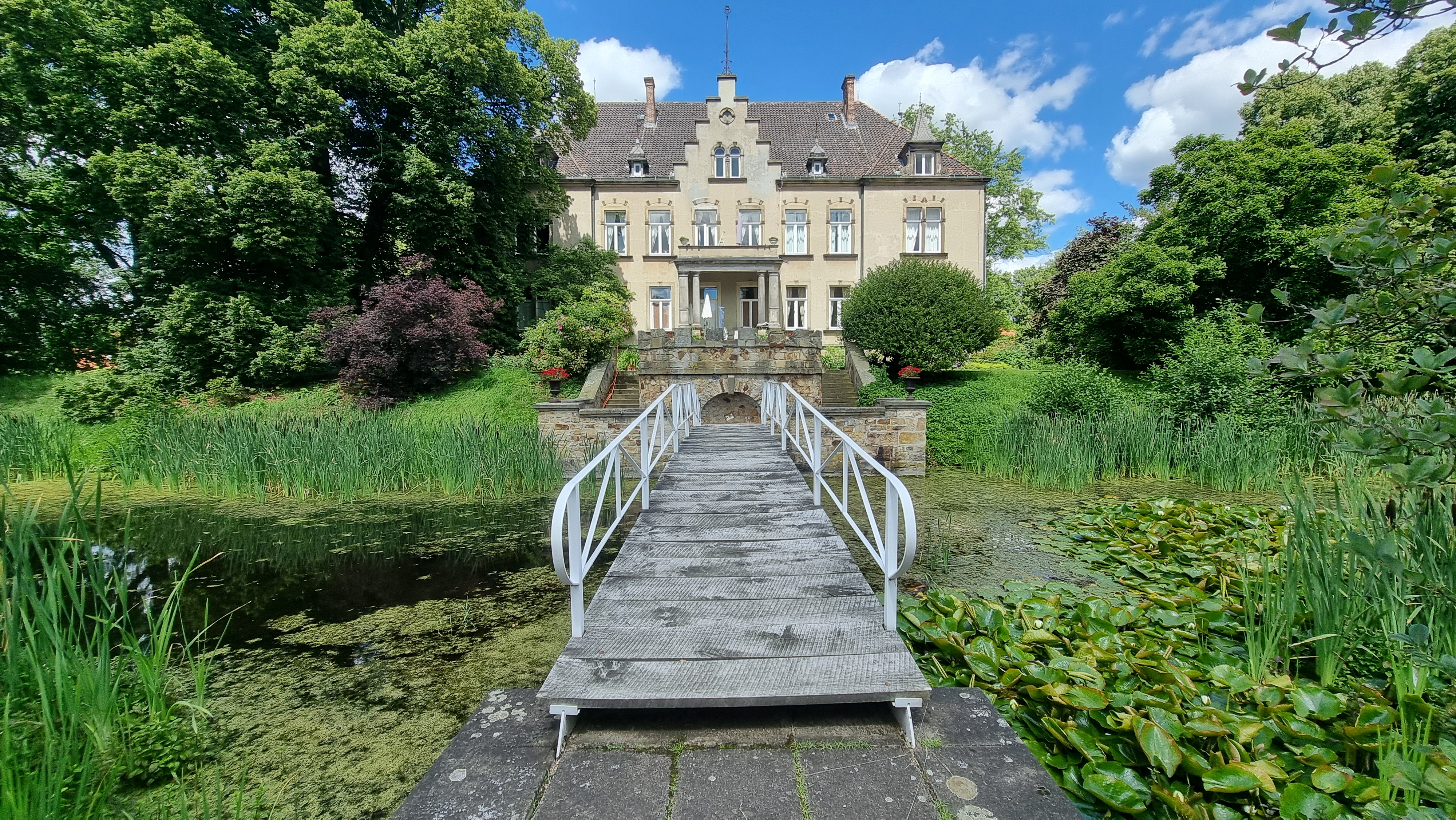
Gutspark und Südseite des Herrenhauses

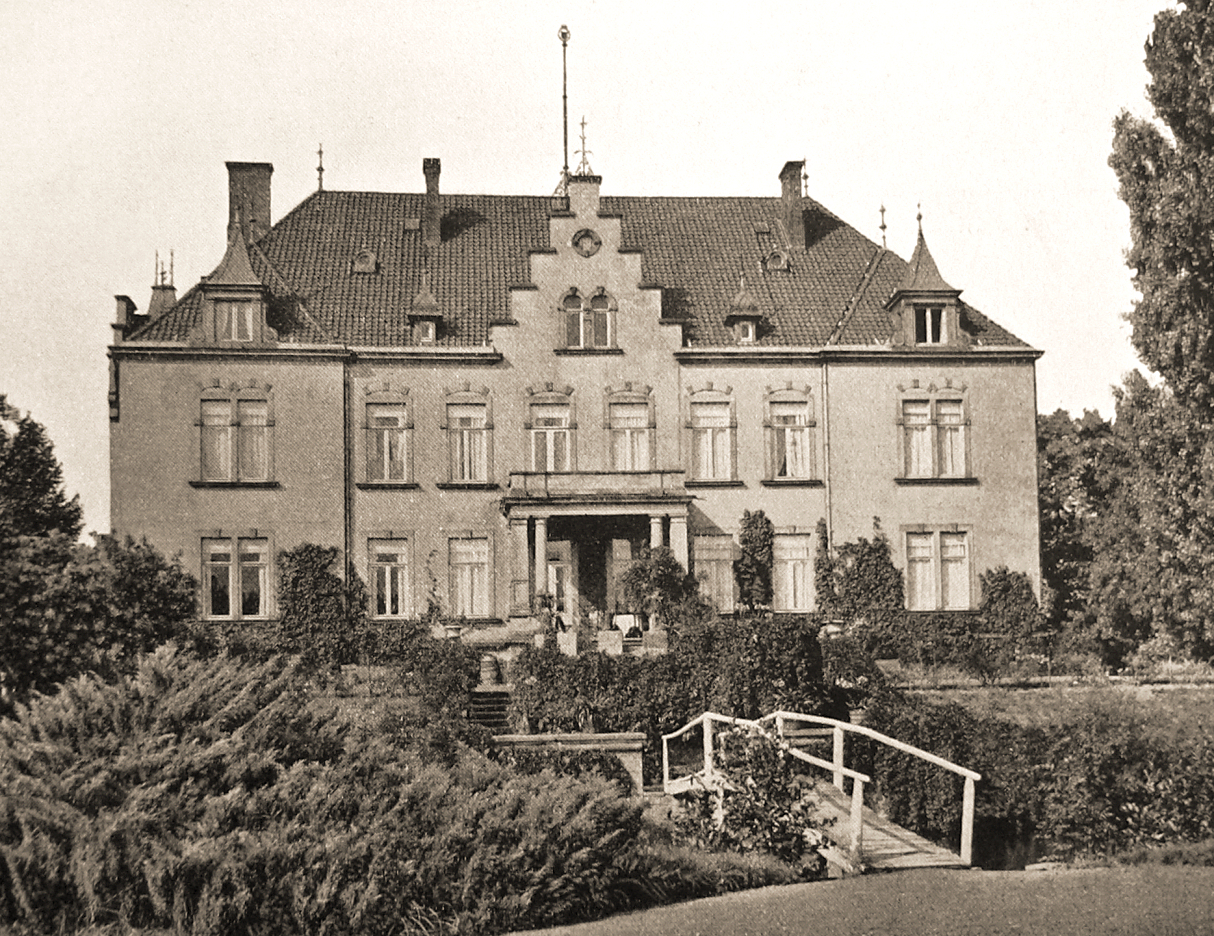
Herrenhaus und Gutspark um 1912

Der an den Kirchdorfer Mühlbach grenzende Gutspark wurde im 18. Jahrhundert inmitten von landwirtschaftlichen Flächen angelegt. Die Anlage des Landschaftsparks war inspiriert von Schlosspark Lütetsburg der Grafen zu Innhausen und Knyphausen.
Der sechs Hektar große Park wurde nach 1882 grundlegend umgestaltet.
Die zwischenzeitlich verwilderte Parkanlage wurde ab dem Jahr 2000 mit Unterstützung des Landes Niedersachsen sowie öffentlicher und privater Stiftungen rekonstruiert. Bis zum Frühjahr 2017 wurden Sichtachsen vom Park aus in die Landschaft geöffnet und versucht, den historischen Eindruck wieder herzustellen.
Der Gutspark ist als „Grünanlage“ denkmalgeschützt.

### Mausoleum
Im Gutspark steht etwa 50 m östlich des Wirtschaftshofs das denkmalgeschützte Mausoleum.
Es ist ein eingeschossiger Ziegelbau mit rechteckigem Grundriss auf einem massiven Bruchsteinsockel. Das gedrungene, wehrhaft wirkende Gebäude wird Conrad Wilhelm Hase zugeschrieben.
Traufgesimse und die Rosettenfenster in den Giebeln sind durch gemauerte Rundbögen betont. Der Eingang ist ein mittiges Portal unter Rundbogen.

### Scheunen

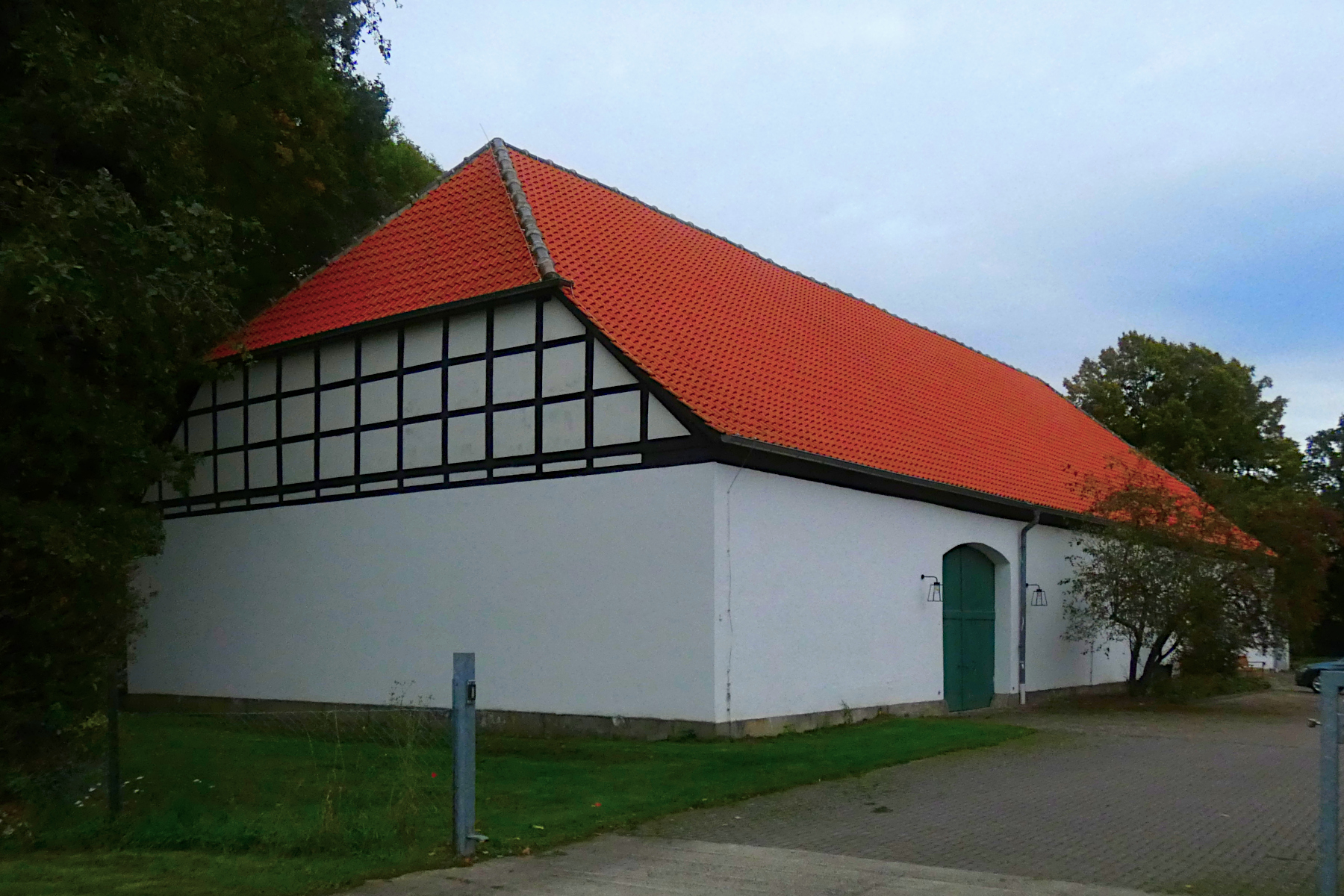
Scheune

Der südlich der Alten Dorfstraße hinter einer Bruchsteinmauer gelegene Wirtschaftshof wird nach Westen und Osten durch zwei große denkmalgeschützte Scheunen begrenzt.
An der Ostseite steht eine Scheune aus verputztem Bruchsteinmauerwerk unter Halbwalmdach. Die Giebeldreiecke bestehen aus Fachwerk mit verputzten Gefachen.
An der Westseite steht der Kuhstall. Dieser ist laut Denkmalatlas eine Ziegelscheune mit niedrigem Drempel aus Fachwerk und weiß verputzten Gefachen. Die nördliche Bruchsteingiebelwand mit Wappenstein derer von Heimburg blieb bei ihrem Umbau um das Jahr 1900 erhalten.
Das Innere des Kuhstalls ist zu einem 357 Quadratmeter großen Veranstaltungsraum umgestaltet worden.

### Wirtschaftsgebäude
Im Südosten des Wirtschaftshofs steht ein denkmalgeschütztes Wirtschaftsgebäude aus Fachwerk.

## Veranstaltungen

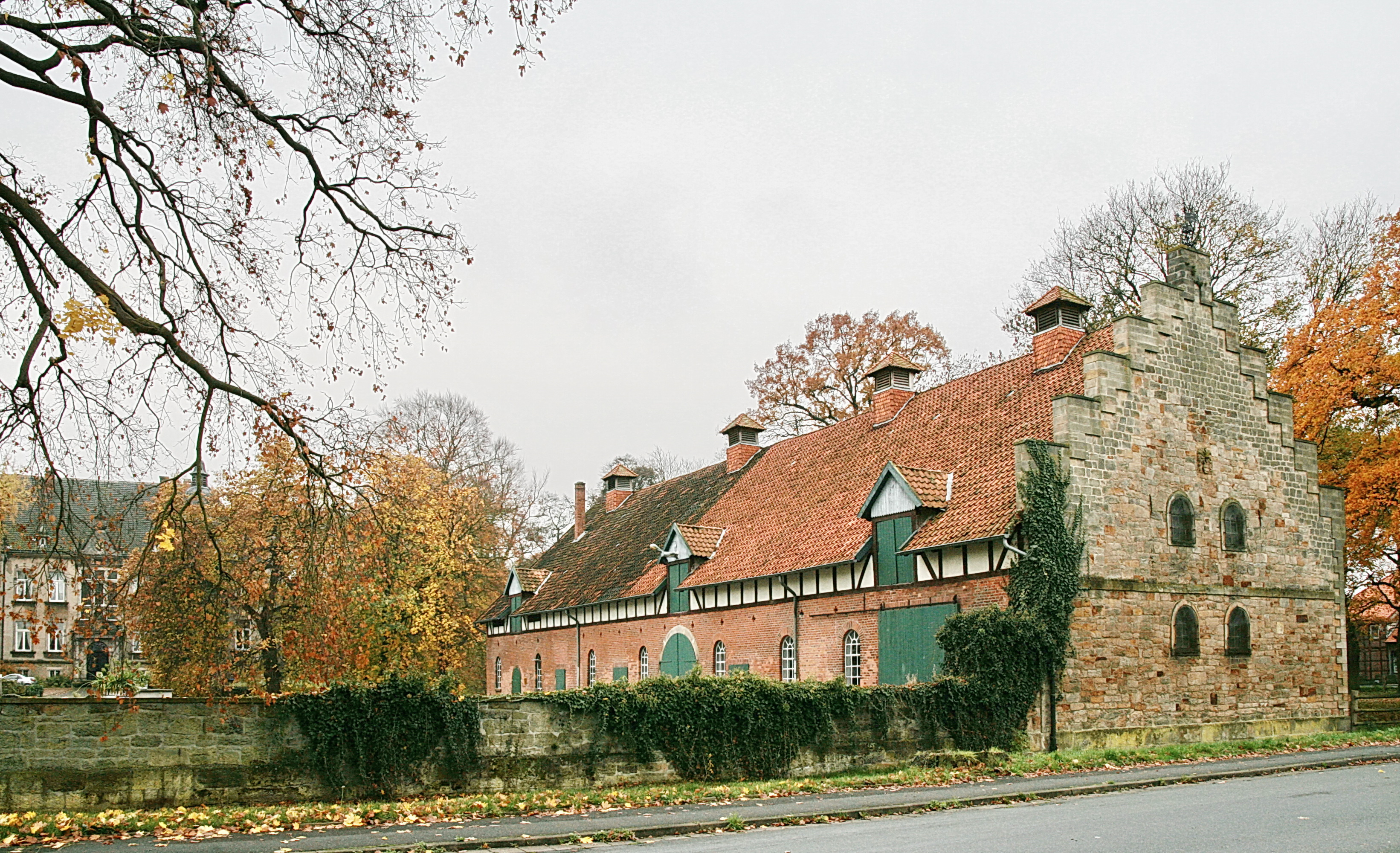
Ehemaliger Kuhstall

Der Wirtschaftshof und der angrenzende frühere Kuhstall werden zu Veranstaltungen wie Scheunenfesten, Konzerten, Mittelaltermärkten und Ähnlichem genutzt.
Vor Spielterminen der deutschen Fußballnationalmannschaft in Hannover 2012 und 2015 fanden im Kuhstall des Rittergutes Pressekonferenzen des DFB statt.
Der historische Park ist während der Veranstaltungsreihe Offene Gartenpforte und jeden 1. Sonntagnachmittag der Monate von Mai bis Oktober für Besucher geöffnet.
Seit 2008 gibt es im Park einmal jährlich Aufführungen der Reihe „Oper auf dem Lande“ der Stiftung Edelhof Ricklingen.
Zudem wird der Park als Ort für Trauungen im Freien angeboten.